# ویلمینگتون (اوهایو)
ویلمینگتون(به انگلیسی: Wilmington) شهری در ایالت اوهایو کشور ایالات متحده آمریکا است که جمعیت آن در سرشماری سال ۲۰۱۰ میلادی، ۱۲٬۵۲۰ نفر بوده‌است.

## نگارخانه

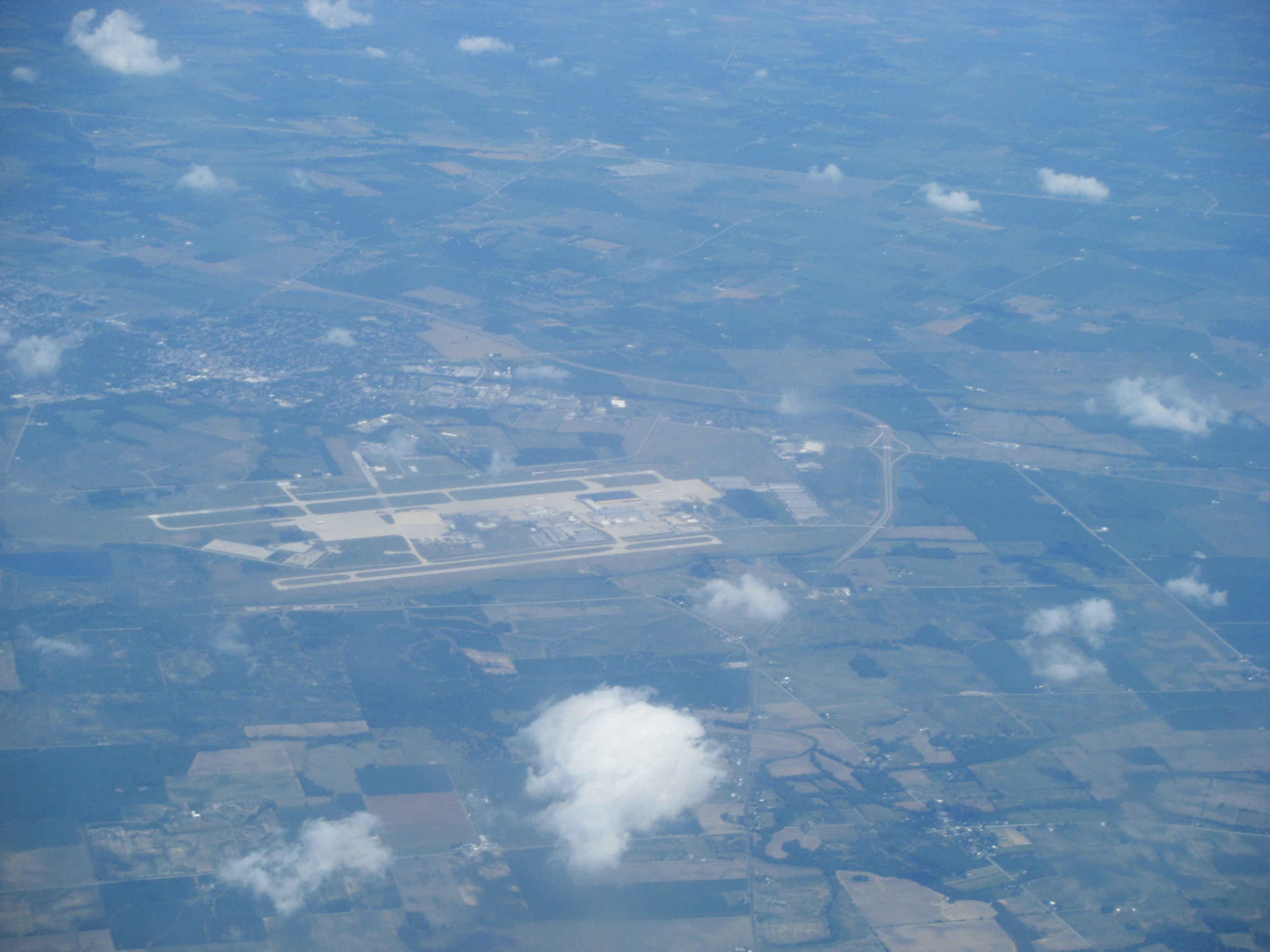
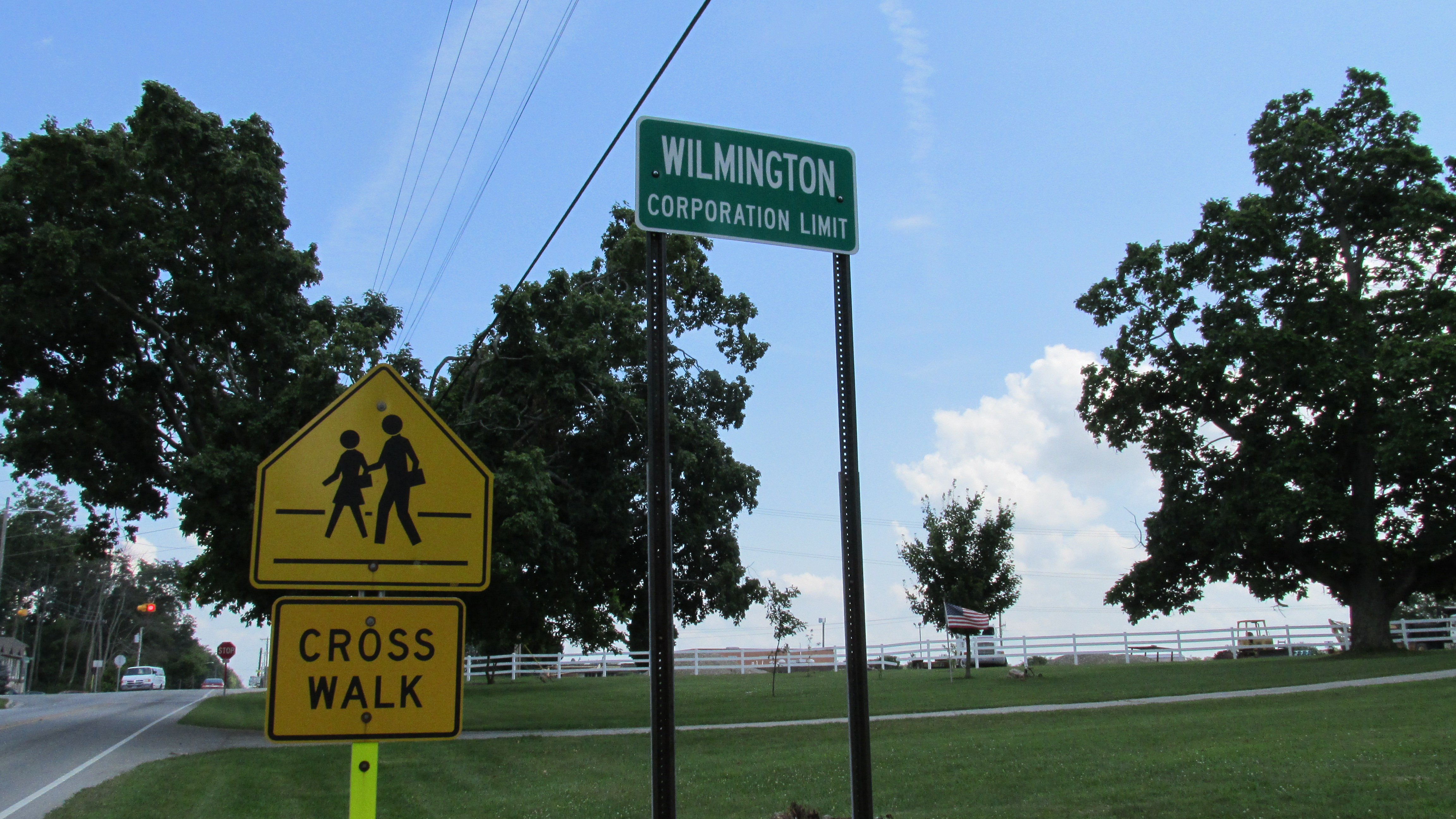
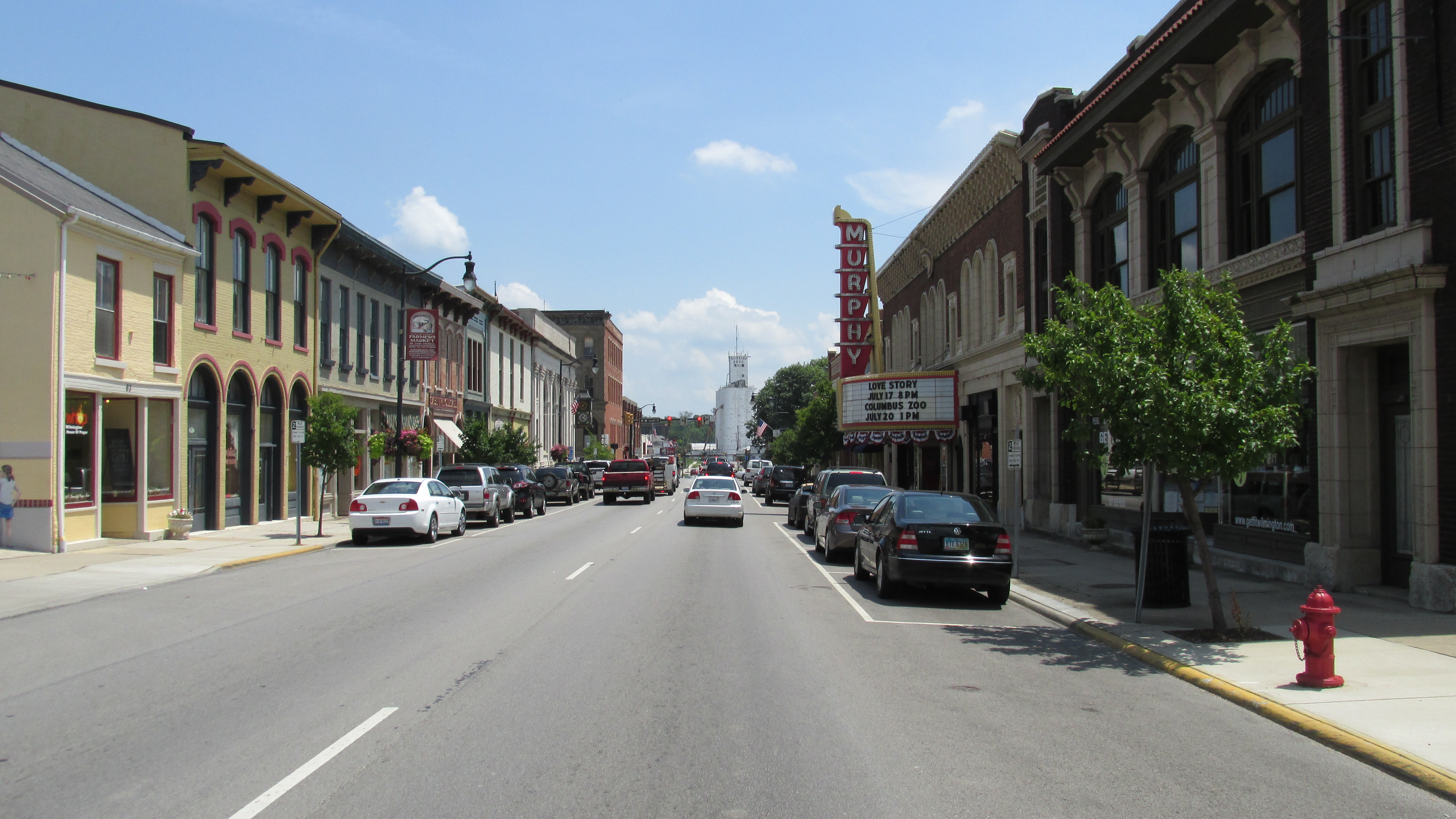
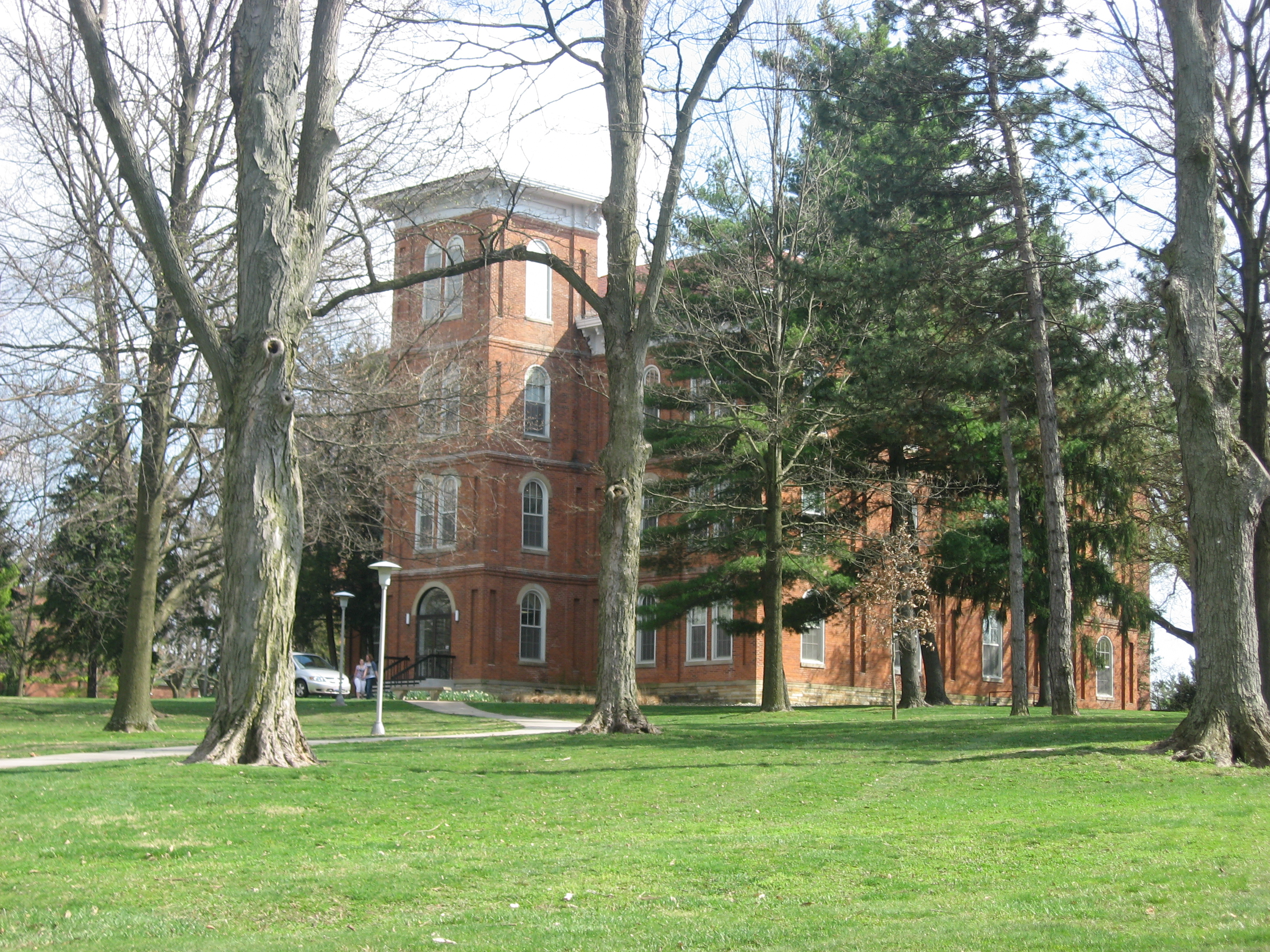